# Grand Prix d'été de saut à ski 2011
Navigation
Édition précédente Édition suivante
L'édition 2011 du Grand Prix d'été de saut à ski s'est déroulée du 17 juillet au 3 octobre.

## Classement final
| Place | Nom                   | Pays      | Points |
| ----- | --------------------- | --------- | ------ |
| 1     | Thomas Morgenstern    | Autriche  | 620    |
| 2     | Kamil Stoch           | Pologne   | 505    |
| 3     | Tom Hilde             | Norvège   | 443    |
| 4     | Gregor Schlierenzauer | Autriche  | 400    |
| 5     | Piotr Żyła            | Pologne   | 298    |
| 6     | Taku Takeuchi         | Japon     | 281    |
| 7     | Richard Freitag       | Allemagne | 265    |
| 8     | Pavel Kareline        | Russie    | 256    |
| 9     | Maciej Kot            | Pologne   | 222    |
| 10    | Severin Freund        | Allemagne | 216    |

## Résultats
| Date             | Lieu         | Vainqueur                                                                             | Deuxième                                                                      | Troisième                                                                 |
| 17 juillet 2011  | Wisła        | Thomas Morgenstern                                                                    | Pavel Kareline                                                                | Gregor Schlierenzauer                                                     |
| 20 juillet 2011  | Szczyrk      | Thomas Morgenstern                                                                    | Gregor Schlierenzauer                                                         | Kamil Stoch                                                               |
| 22 juillet 2011  | Zakopane     | Autriche - Wolfgang Loitzl - Martin Koch - Gregor Schlierenzauer - Thomas Morgenstern | Allemagne - Martin Schmitt - Stephan Hocke - Richard Freitag - Severin Freund | Russie - Denis Kornilov - Dmitri Ipatov - Ilia Rosliakov - Pavel Kareline |
| 23 juillet 2011  | Zakopane     | Thomas Morgenstern                                                                    | Gregor Schlierenzauer                                                         | Kamil Stoch                                                               |
| 6 août 2011      | Hinterzarten | Autriche - Andreas Kofler - Michael Hayboeck - Manuel Fettner - Thomas Morgenstern    | Pologne - Maciej Kot - Piotr Żyła - Dawid Kubacki - Kamil Stoch               | Norvège - Rune Velta - Kenneth Gangnes - Johan Remen Evensen - Tom Hilde  |
| 7 août 2011      | Hinterzarten | Thomas Morgenstern                                                                    | Kamil Stoch                                                                   | Richard Freitag                                                           |
| 12 août 2011     | Courchevel   | Thomas Morgenstern                                                                    | Richard Freitag                                                               | Kamil Stoch                                                               |
| 14 août 2011     | Einsiedeln   | Kamil Stoch                                                                           | Thomas Morgenstern                                                            | Rune Velta                                                                |
| 26 août 2011     | Hakuba       | Tom Hilde                                                                             | Piotr Żyła                                                                    | Taku Takeuchi                                                             |
| 27 août 2011     | Hakuba       | Tom Hilde                                                                             | Piotr Żyła                                                                    | Taku Takeuchi                                                             |
| 30 août 2011     | Almaty       | Jurij Tepeš                                                                           | Jure Sinkovec                                                                 | Anders Fannemel                                                           |
| 1er octobre 2011 | Hinzenbach   | Gregor Schlierenzauer                                                                 | Daiki Itō                                                                     | Roman Koudelka                                                            |
| 3 octobre 2011   | Klingenthal  | Kamil Stoch                                                                           | Gregor Schlierenzauer                                                         | Roman Koudelka                                                            |